# 4615 Zinner
4615 Zinner eller A923 RH är en asteroid i huvudbältet, som upptäcktes 13 september 1923 av den tyske astronomen Karl Wilhelm Reinmuth i Heidelberg. Den har fått sitt namn efter den tyske astronomen Ernst Zinner.
Asteroiden har en diameter på ungefär 10 kilometer.